# Acacia fiebrigii
Acacia fiebrigii är en ärtväxtart som beskrevs av Emil Hassler. Acacia fiebrigii ingår i släktet akacior, och familjen ärtväxter. Inga underarter finns listade i Catalogue of Life.